# 滋賀県道259号西阿閉東物部線
滋賀県道259号西阿閉東物部線（しがけんどう259ごう にしあつじひがしものべせん）は、滋賀県長浜市を通る一般県道である。

## 概要
長浜市高月町西阿閉から長浜市高月町東物部に至る。
沿道には集落もまばらで田園風景が広がる。

### 路線データ
- 起点：長浜市高月町西阿閉（滋賀県道252号南浜山本高月線交点）
- 終点：長浜市高月町東物部（物部口交差点、国道8号交点）
- 総延長：3.4 km

## 路線状況

### 重複区間
- 滋賀県道44号木之本長浜線（長浜市高月町西柳野・菅草橋交差点 - 長浜市高月町東柳野）

## 地理

### 通過する自治体
- 滋賀県
  - 長浜市

### 交差する道路
| 交差する道路                          | 交差する場所 | 交差する場所        |
| ------------------------------------- | ------------ | ------------------- |
| 滋賀県道252号南浜山本高月線           | 高月町西阿閉 | 起点                |
| 滋賀県道547号西柳野高月線             | 高月町西柳野 |                     |
| 滋賀県道44号木之本長浜線 重複区間起点 | 高月町西柳野 | 菅草橋交差点        |
| 滋賀県道44号木之本長浜線 重複区間終点 | 高月町東柳野 |                     |
| 国道8号                               | 高月町東物部 | 物部口交差点 / 終点 |

### 沿線
- 意波閉神社
- 長浜市立古保利小学校
- 円光寺
- 湖北電子